# Kostel Nejsvětější Trojice (Kutná Hora)
Hřbitovní kostel Nejsvětější Trojice se nachází na jihozápadě Kutné Hory, poblíž místní části Žižkov. V minulosti se kolem něj rozkládala havířská osada, dnes však stojí izolovaně, obklopen vzrostlým lesem. Jde nicméně o cennou architektonickou památku z období pozdní gotiky. Od roku 1958 je kostel chráněn jako kulturní památka České republiky.

## Historie
Kostel byl vystavěn zřejmě ve 2. desetiletí 15. století. V letech 1488–1504 byl opraven a pozdně goticky přestavěn. Rekonstrukci financoval důlní podnikatel Jan Smíšek z Vrchovišť a jeho syn Kryštof, jejichž záměrem bylo zřídit zde smíškovskou pohřební kapli. Oba pocházeli z patricijské rodiny rodu z Vrchovišť, v té době velmi bohaté a uznávané. Jan Smíšek nechal také přestavět ve stylu vladislavské gotiky svůj dům zvaný Hrádek . Dne 15. září 1504 kostel slavnostně vysvětil biskup Filip Sidonský.
Při této přestavbě byl ke kostelu připojen polygonálně uzavřený presbytář, který stavba, podobně jako věž zdobenou kamennými reliéfy, původně zřejmě neměla. Klenba trojlodí si zachovala původní ráz z doby Václava IV.: žebra vyrůstají přímo ze štíhlých válcových pilířů. V interiéru se nachází významné pozdně gotické pastoforium.
Kostel byl však brzy opuštěn, již v roce 1588 sloužil jako městská prachárna. V roce 1817 po zásahu bleskem vyhořel, v letech 1896–1898 byl restaurován architektem Ludvíkem Láblerem.

## Architektura
Kostel je velmi cenným architektonickým prvkem kutnohorské pozdní gotiky. Jedná se o halový trojlodní kostel se čtvercovým půdorysem, s polygonálně uzavřeným presbyteriem západní hranolovou věží. Na ní jsou reliéfní znaky: erb rodů Smíšků (jednorožec), znak nákladníků hor (havířské šlígle) a reliéf znázorňující práci havíře. Presbyterium o jednom klenebním poli zakončeným pěti stranami osmiúhelníku navazuje na čtvercovou síňovou loď sklenutou na čtyři pilíře držící žebrovou klenbu. Tři z pilířů válcovitého tvaru obsahují dvojitě odstupňovaný sokl, spodní část je tvořená šestiúhelníkem, vrchní válcová. Čtvrtý se odlišuje, má pouze šestiúhelníkový sokl. Na pilíře se napojuje osm žeber do kleneb hlavní lodi a vedlejší lodi. Klenební žebra jsou vysoce nasazena a na stěnách zakončena konzolami. Klenba v chóru se shoduje s klenbou nárožní místnosti prvního patra Hrádku s arkýřem a prevétem. Klenby lodí jsou historizující s hruškovitým tvarem žebra a prostým klenákem, stejně jako na Hrádku se vrací k dvorskému umění doby Václava IV. Hrádek byl původně postavený jako samostatný opevněný objekt a plnil pravděpodobně úlohu strážní tvrze na údolí říčky Vrchlice. Polygonální presbyterium je zdobeno pěti gotickými okny, přičemž prostřední okno je menší než ostatní. Tvar oken je tvořen prostým lomeným obloukem a jejich kružby tvoří jeptišky s trojlistem. Okna jsou postavena na kamenné římse v jedné třetině výšky kostela. Vítězný oblouk je ve tvaru prostého lomeného oblouku z kamenných kvádrů začínající opět až na kamenné římse. Na severní a jižní straně kostela se nachází dva portály s vnějšími lomenými oblouky z vnitřku nepřiznanými.
V celém architektonickém konceptu hraje důležitou roli číslo 3, symbolizující Nejsvětější trojici – Krista, Boha otce a Ducha svatého, které byl kostel vysvěcen. Klenba lodi sestává z třikrát tří polí. Obvodové vnější stěny jsou svedeny na tři opěráky, čtvrtý na východním nároží chybí. Také okenní otvory ve stěnách jsou pouze tři. V jižní zdi jsou po stranách dvě okna uprostřed s portálem (hlavním vchodem) a na severní je umístěn portál vpravo a dále dvě okna vedle sebe.

## Vybavení
Cenným prvkem celé stavby je pozdně gotické věžové sanktuárium z opuky. Na tordované noze je posazen čtyřboký altán, zaklenutý klenbou, s konzolkami pro sochy. Celé sanktuárium je zdobené vegetabilními motivy, na vrcholku zakončené fiálou a kytkou. Autorem vynikajícího kamenického díla je pravděpodobně Mistr Brikcí ze Zhořelce, známý jako Brikcí z Vratislavi. V kostele stojí za vidění barokní sousoší Kalvárie se sochami sv. Václava a sv. Ludmily z roku 1727 a barokní sochy Petra a Pavla ze 17. století.

## Bohoslužby
Již od 19. století se zde bohoslužby konaly většinou jen při svátku Nejsvětější Trojice. Ve třetí dekádě 21. století je kostel zapůjčen místnímu společenství pravoslavné církve v českých zemích a na Slovensku (filiální obec Pravoslavné církevní obce v Kolíně) a slouží pravidelným pravoslavným bohoslužbám.

## Hřbitov
Hřbitov je místem posledního odpočinku obyvatel Kutné Hory i blízkých Bylan. Dříve zde byli také pochováváni vojáci z kutnohorské posádky, ale také padlí ve válečných konfliktech, zejména v prusko-rakouské válce (1866) a druhé světové válce.

## Pověst
Traduje se, že do základů kostela byly horníky uloženy velké kusy stříbra (hanštáty) a vybudována tajná chodba vedoucí z kostela do Spáleného mlýna v údolí Vrchlice.

## Fotogalerie

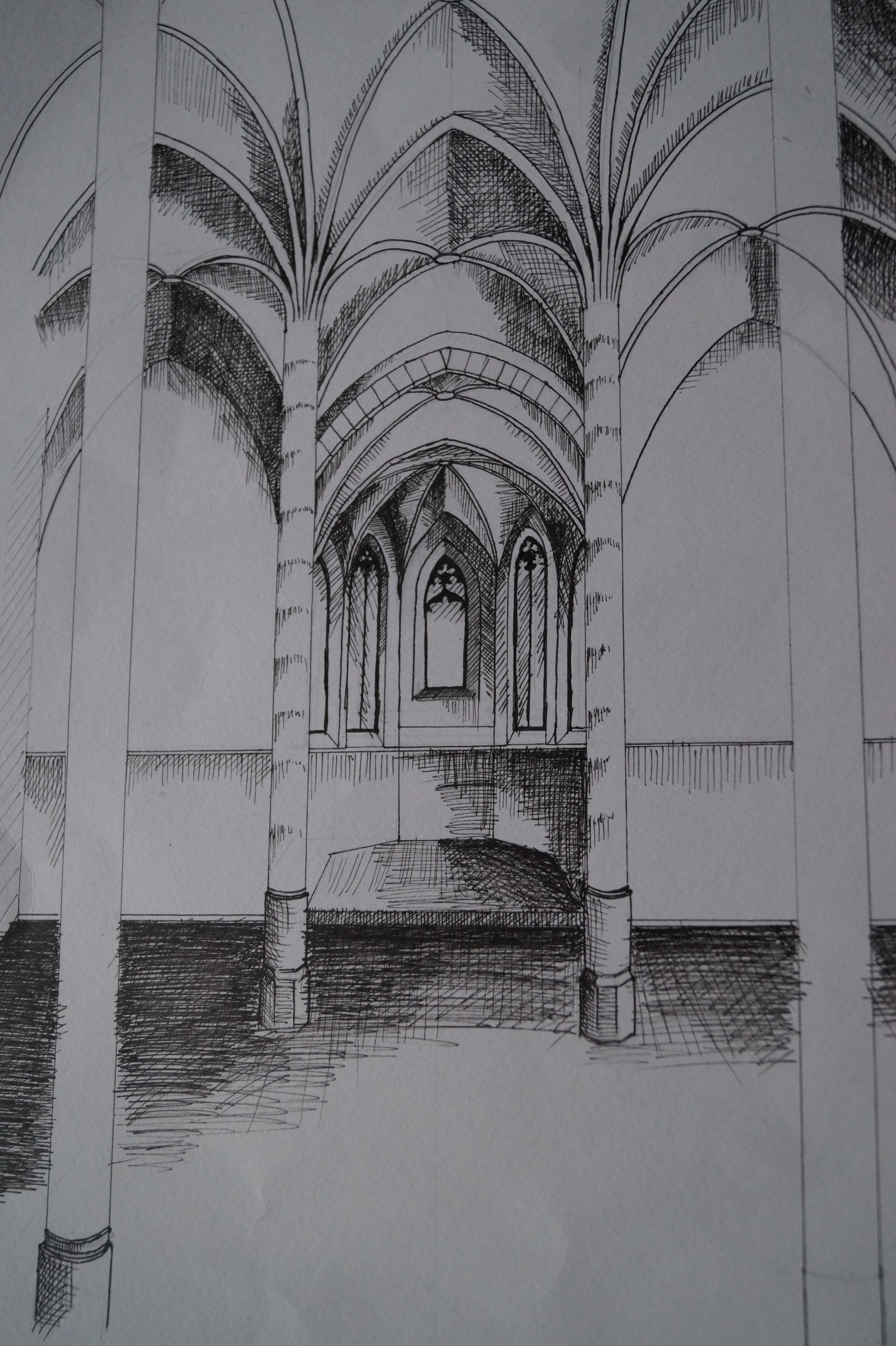
Nákres interiéru kostela
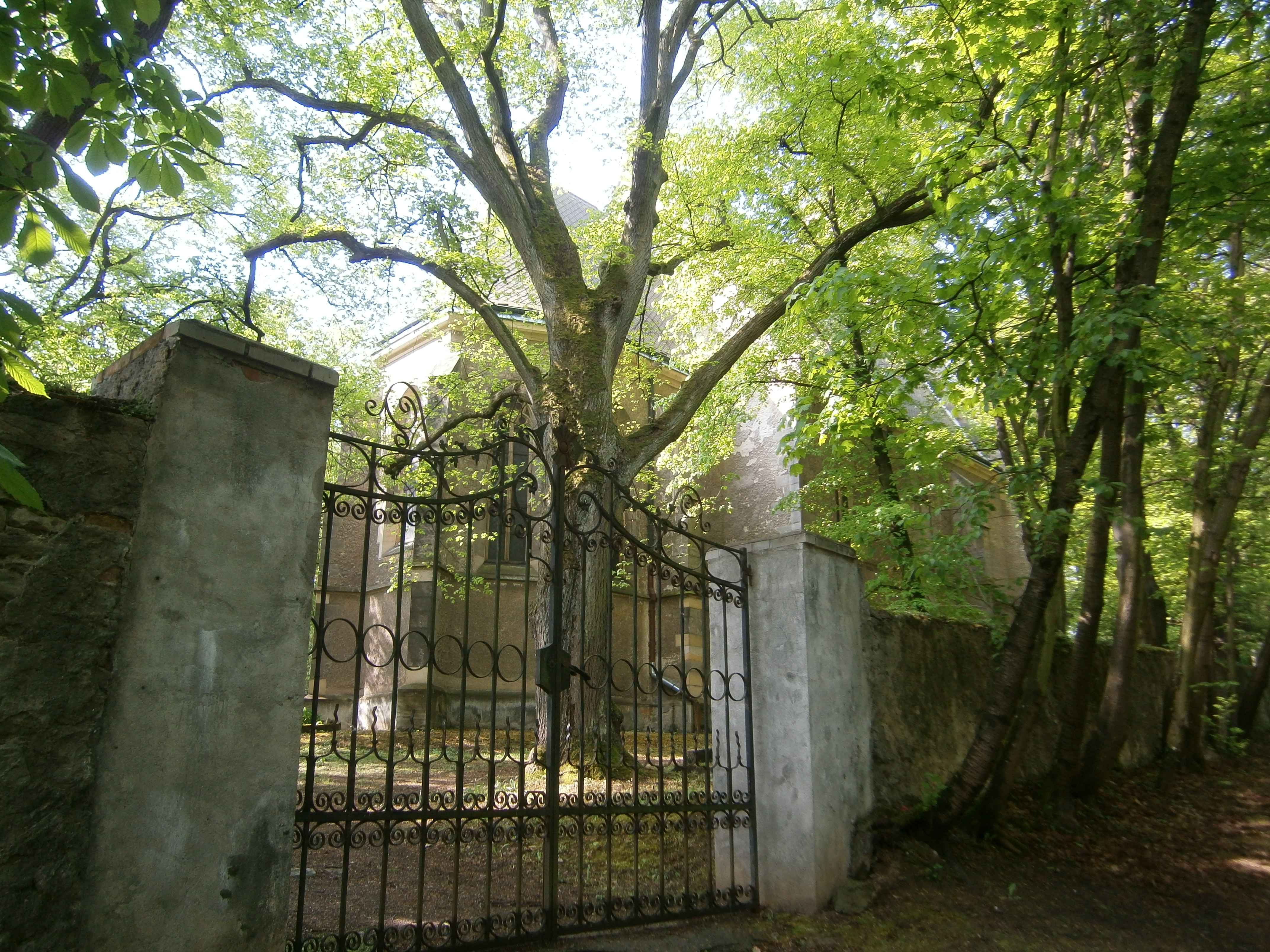
Brána u příjezdu ke kostelu